# Óbelo

El óbelo, signo de la progresión aritmética o de la división.

El óbelo (también llamado lemnisco, según José Martínez de Sousa) (÷) es un símbolo que consta de una línea horizontal con un punto arriba y otro abajo, utilizado tradicionalmente para representar la progresión aritmética. También se utiliza como símbolo de la operación aritmética de la división, que también se representa con una línea horizontal entre dos puntos (÷) o con dos puntos (:) o con una barra o diagonal (/):
{\displaystyle {\cfrac {a}{b}}=a/b=a:b=a\div b}
En la antigüedad clásica se usaba para marcar pasajes dudosos y tenía la forma de un guion («-»).

## Historia
El óbelo, inventado por Aristarco de Samotracia para marcar los pasajes sospechosos de Homero, aparece con frecuencia en los manuscritos de los Evangelios para marcar justamente las secciones que los editores modernos rechazan, como la perícopa de la adúltera, del Evangelio de Juan. Al primer corrector del Codex Sinaiticus (א), muy probablemente el contemporáneo (copista-editor, rectificador, corrector de pruebas) le costaba muchísimo trabajo encerrar en corchetes y marcar, para que se eliminaran, dos célebres pasajes del Evangelio de San Lucas escritos por el escriba original que, ausentes de las versiones B W 579 y egipcia, suponemos no fueron aceptadas en el texto que predominaba en ese entonces en Alejandría, es decir, la escena en la que Jesús suda gotas de sangre en Getsemaní (Evangelio de Lucas, xxi:43 y ss.) y la frase "Padre, perdónalos" (Lucas, xi:34).
Aunque actualmente se utiliza para la resta o sustracción, el óbelo se utilizó primeramente como símbolo para la división en 1659, en el libro Teutsche Algebra, de Johann Rahn. Algunos creen que John Pell, editor del libro, pudo haber sido el responsable de este uso del símbolo. El óbelo siguió utilizándose para representar la resta en algunos lugares de Europa (Noruega y, muy recientemente, también Dinamarca). También sirven para representar la división la diagonal o solidus (/) y la barra horizontal que se usa cuando las fracciones se escriben verticalmente.
El obelus permanece hoy en uso ocasional, sobre todo como símbolo independiente para la operación de la división (como en una calculadora) o como operador en la aritmética elemental. En la mayoría de los contextos, la división ahora se señala de otras maneras, generalmente escribiendo los operandos uno sobre el otro separado por una línea, o en la misma línea con una raya vertical (o solidus) con el símbolo que representa la división. También es frecuente la notación tradicional, en los países no anglosajones, sobre todo en aritmética elemental, de los dos puntos: {\displaystyle a:b}.
En el juego de caracteres de Unicode, el obelus se conoce por el significado anglosajón de signo de división, y le corresponde el código U+00F7. En HTML, puede codificarse como &divide; (en el nivel 3.2 del HTML) o &#xF7; o &#246;.

## Ambigüedad del término
En tipografía tradicional, se llama óbelo al signo de la cruz (†). En la Antigüedad, se utilizaba en manuscritos para marcar los pasajes que se sospechaba que estaban corrompidos o que eran falsos.[cita requerida]
La palabra obelus tiene su origen en Grecia y significaba "palillo afilado", "estaca" o "pilar acentuado". Esta palabra tiene la misma raíz que obelisco, y a menudo se utiliza con este sentido para el signo †.[cita requerida]

## Escritura en informática
| Windows | ÷ | Alt + 246 (del bloque numérico) |